# Golitsyn (cráter)
Golitsyn es un cráter de impacto situado más allá del terminador occidental de la cara oculta de la Luna, en la parte suroeste de los Montes Rook (una de las dos cordilleras en forma de anillo que rodea el lugar del impacto que originó el Mare Imbrium). El cráter se encuentra en medio de un terreno accidentado e irregular, que contiene sólo un reducido número de cráteres importantes.
El borde de Golitsyn es circular, aunque presenta una serie de irregularidades, con un cráter más pequeño atravesando el brocal en su lado norte-noroeste. El perfil del cráter es nítido, aunque el material de la estrecha pared interior se ha desplomado hasta formar montículos a lo largo de la base. El fondo del cráter presenta algunos pequeños impactos, con una pequeña elevación en su punto central.

## Cráteres satélite
Por convención estos elementos son identificados en los mapas lunares poniendo la letra en el lado del punto medio del cráter que está más cerca de Golitsyn.
|          | \| Golitsyn \| Coordenadas \| Diámetro \| \| -------- \| -------------------------------- \| -------- \| \| J \| 27°36′S 103°00′O / -27.6, -103.0 \| 20 km \| |          |
| Golitsyn | Coordenadas | Diámetro |
| J        | 27°36′S 103°00′O / -27.6, -103.0 | 20 km    |

El siguiente cráter ha sido renombrado por la UAI:
- Golitsyn B: véase Fryxell.